# 和田ワークス
和田ワークス（わだワークス 登記社名: 株式会社和田）は日本の鉄道模型メーカーである。

## 概要
主に、1番ゲージのライブスチームや実車同様の機構を持つディーゼル機関車等の製品を供給している。運営母体は株式会社和田で、神奈川県横浜市に所在する。
シカゴ・バーリントン・アンド・クインシー鉄道のゼファー号を生産している。かつては模型船舶用蒸気タービンを生産していた事もある。